# Guaycuras de La Paz
Los Guaycuras de La Paz es un equipo del CIBAPAC con sede en La Paz, Baja California Sur, México.

## Historia
GUAYCURAS LA PAZ es un club de básquetbol representativo de la ciudad de La Paz, Baja California Sur, México que participa en el Circuito de Baloncesto del Pacífico (CIBAPAC), liga profesional de alcance nacional.
Parte de la filosofía GUAYCURAS es desarrollar el talento local y nacional a través del deporte ráfaga, manteniendo una integridad enfocada en los valores humanos.
Se corona campeón en la burbuja CIBAPAC 2020, donde solamente 6 equipos participaron debido a la pandemia. En la final levantó el cetro luego de vencer por marcador 96-93 a su similar de Pelícanos de Cabo San Lucas.

## Roster actual
Actualizado al 22 de septiembre de 2021.
"Temporada 2021"
| Guaycuras de La Paz Roster 2021 |    |                           |                                                    |
| C U E R P O T É C N I C O       |    |                           |                                                    |
| Entrenador                      |    | Bandera de México         | Carlos Eusebio Angulo Lucero                       |
| Asistente                       |    | Bandera de México         | Richard Paul Vargas Meza                           |
| J U G A D O R E S               |    |                           |                                                    |
| Alero/Ala-pívot                 | 2  | Bandera de México         | Luis Antonio López Quiroz (SUB-17)                 |
| Alero/Ala-pívot                 | 3  | Bandera de México         | Leonardo Radamés Godínez Castro (SUB-17)           |
| Base / Escolta                  | 4  | Bandera de México         | José Antonio Espinoza Suárez                       |
| Base / Escolta                  | 5  | Bandera de México         | José Luis Esqueda Hernández                        |
| Escolta / Alero                 | 7  | Bandera de México         | César Adán Villavicencio Ortega                    |
| Escolta / Alero                 | 8  | Bandera de México         | Luis Axel Aguilar García                           |
| Ala-pívot/Pívot                 | 9  | Bandera de México         | Carlos Andrey Haro Benavidez (Refuerzo mexicano)   |
| Base                            | 10 | Bandera de México         | Donovan Jorge Fausto García                        |
| Escolta                         | 11 | Bandera de México         | Antonio Efraín Martínez Montes (SUB-21)            |
| Base / Escolta                  | 13 | Bandera de México         | Cristian Alejandro González Ibarra                 |
| Ala-pívot/Pívot                 | 14 | Bandera de México         | Manuel Alejandro Jordán Hernández                  |
| Alero/Ala-pívot                 | 15 | Bandera de México         | Luis Humberto Osuna Ordaz (SUB-21)                 |
| Alero                           | 16 | Bandera de México         | Juan André Garayza Ochoa (SUB-21)                  |
| Alero/Ala-pívot                 | 17 | Bandera de México         | Jesús Israel Núñez López (SUB-21)                  |
| Alero/Ala-pívot                 | 18 | Bandera de México         | Luis Miguel Luna Camargo                           |
| Ala-pívot/Pívot                 | 19 | Bandera de México         | Axel Ranfery Valdéz Bojorquez (SUB-21)             |
| Alero/Ala-pívot                 | 21 | Bandera de México         | Erick Osuna Briceño (SUB-21)                       |
| Ala-pívot/Pívot                 | 23 | Bandera de Estados Unidos | James Edward Milton III (Refuerzo extranjero)      |
| Base                            | 25 | Bandera de Estados Unidos | Daniel Christopher Hernández (Refuerzo extranjero) |
| Escolta / Alero                 | 27 | Bandera de México         | Tonatiuh Pedro Velásquez Navarro                   |
| = Capitán                       |    |                           |                                                    |

 =  Cuenta con nacionalidad mexicana. 